# Chevening
Chevening is een civil parish in het bestuurlijke gebied Sevenoaks, in het Engelse graafschap Kent met 3092 inwoners.